# Amparoina spinosissima
Amparoina spinosissima é uma espécie do gênero fúngico Amparoina, que pertence à família Tricholomataceae, da ordem Agaricales. Ela foi originalmente nomeada como Mycena spinosissima pelo micologista Rolf Singer em 1951, que havia encontrada na Argentina em 1949. Em 1958, Singer transferiu a espécie para o gênero Amparoina.

## Distribuição
O fungo é encontrado em regiões tropicais e subtropicais, e já foi coletado na Argentina, Colômbia, Japão, Havaí, Nova Caledônia, Costa Rica e Porto Rico.